# Geometria no euclidiana
La geometria no euclidiana es diferencia de la geometria euclidiana perquè, en aquesta mena de geometria, el cinquè postulat d'Euclides no és vàlid.

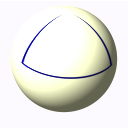
Triangle esfèric

No fou desenvolupada amb la intenció de precisar la nostra experiència espacial, sinó com una teoria axiomàtica en conflicte amb el cinquè postulat d'Euclides. Segons el model de la geometria no euclidiana, es demostra que el cinquè postulat d'Euclides no es pot deduir dels altres axiomes i que n'és independent.
La geometria no euclidiana s'obté a mesura que s'omet o es modifica el cinquè postulat d'Euclides. Les possibilitats fonamentals de modificació són: 
- Entre una recta i un punt situat fora de la recta no hi ha cap paral·lela. Per tant, dues rectes diferents en un mateix nivell es toquen sempre.
 Aquesta hipòtesi no és compatible amb la resta d'axiomes de la geometria euclidiana. S'arriba, per tant, a la conclusió que entre dos punts només hi pot haver una recta d'unió. Aquest fet condueix a la geometria el·líptica. Un model il·lustratiu de la geometria el·líptica bidimensional és la geometria d'una superfície esfèrica, en què la suma d'angles d'un triangle és superior a 180°.

- Entre una recta i un punt situat fora de la recta hi ha, com a mínim, dues paral·leles. Amb la qual cosa la resta d'axiomes euclidians es mantenen. D'això, se n'obté la geometria hiperbòlica. Un exemple bidimensional d'aquesta geometria és una superfície amb forma de selló, en la qual la suma dels angles d'un triangle situat damunt d'aquesta superfície és menor a 180°.

Actualment, la geometria no euclidiana té un paper molt important en la física teòrica i en la cosmologia. Segons la teoria de la relativitat, difereix de la geometria del cosmos perquè la gravitació "plega" l'espai. Un dels misteris més importants de la física actual és saber si la geometria de l'univers és, en línies generals, esfèrica (el·líptica), plana (és a dir, euclidiana) o hiperbòlica.

## Història

### Context
La geometria euclidiana, que du el nom del matemàtic grec Euclides, inclou part de les matemàtiques més antigues que es coneixen, i les geometries que se'n distanciaven no van ser àmpliament acceptades com a legítimes fins al segle XIX.
El debat que va acabar portant al descobriment de les geometries no euclidianes va començar gairebé tan bon punt Euclides va escriure els seus Elements. En els Elements, Euclides va començar amb un nombre limitat de suposicions (23 definicions, cinc nocions comunes i cinc postulats) i va intentar demostrar tots els altres resultats (proposicions) en la seva obra. El més notori de tots els postulats rep sovint el nom de "cinquè postulat d'Euclides", o simplement postulat de les paral·leles, que en la formualció original d'Euclides deia el següent:

Si dues rectes intersequen amb una tercera, de manera que la suma dels angles interiors a un costat és menor de dos angles rectes, llavors les dues rectes inevitablement es tallen en el mateix costat si s'allarguen suficientment.

Altres matemàtics han formulat aquesta propietat en termes més simples. Més enllà de la forma del postulat, tanmateix, sembla consistentment més complicat que els altres axiomes d'Euclides:
1. Dos punts diferents es poden unir per un segment rectilini.
2. Un segment rectilini pot ser allargat indefinidament mitjançant una recta.
3. Donats un segment rectilini i un punt qualssevol, existeix una circumferència de centre en aquest punt i radi en el segment donat.
4. Tots els angles rectes són iguals.

Durant almenys mil anys, els geòmetres van tenir problemes per l'absurda complexitat del cinquè postulat, i van creure que es podia demostrar com a teorema partint dels altres quatre axiomes. Molts van intentar derivar una demostració per contradicció, inclosos Ibn al-Hàytham (Alhazen, segle XI), Omar Khayyam (segle XII), Nassir-ad-Din at-Tussí (segle XIII), i Giovanni Girolamo Saccheri (al segle xviii).
Els teoremes d'Ibn al-Hàytham, Khayyam i at-Tussí sobre els quadrilàters, inclosos el quadrilàter de Lambert i el quadrilàter de Saccheri, van ser "els primers teoremes de les geometries hiperbòlica i el·líptica". Aquestes teoremes, juntament amb els seus postulats alternatius, com l'axioma de Playfair, van tenir un paper important en el desenvolupament posterior de la geometria no euclidiana. Aquests primers intents a enfrontar-se contra el cinquè postulat van tenir una influència considerable en el seu desenvolupament posterior entre geòmetres europeus, inclosos Witelo, Guersònides, Alfonso, John Wallis i el mateix Saccheri. Tots aquests primers intents que es van fer per intentar formular la goemetria no euclidiana, tanmateix, van proporcionar demostracions defectuoses del postulat de les paral·leles, ja que depenien en suposicions que avui en dia se sap que són equivalents al postulat de les paral·leles. Aquests primers passos, no obstant això, van donar lloc a algunes propietats noves de les geometries hiperbòlica i el·líptica.
Khayyam, per exemple, va intentar derivar-la a partir d'un postulat equivalent que va formular dels "principis del Filòsof" (Aristòtil): "Dues línies rectes convergents es creuen i és impossible que dues línies rectes convergents divergeixin en la direcció en què convergeixen." Khayyam va considerar llavors els tres casos, angle recte, obtús i agut que els angles de dalt d'un quadrilàter de Saccheri podien tenir i després de demostrar un seguit de teoremes sobre ells, va refusar correctament els casos d'angle obtús i agut basant-se en el seu postulat i, per tant, va derivar el postulat clàssic d'Euclides, sense adonar-se que era equivalent al seu propi resultat. Un altre exemple n'és el fill d'at-Tussí, Sadr al-Din (de vegades anomenat "Pseudo-Tussí"), que va escriure un llibre sobre el tema l'any 1298, basant-se en les idees prèvies d'at-Tussí, que va presentar una altra hipòtesi equivalent al postulat de les paral·leles. "Essencialment va revisar tant el sistema euclidià d'axiomes i postulats i les demostracions de moltes proposicions dels Elements." La seva obra va ser publicada a Roma l'any 1594 i va ser estudiada pels geòmetres europeus, inclòs Saccheri que va criticar la seva obra així com la de Wallis.
Vitale Giordano, en el seu llibre Euclide restituo (1680, 1686), va utilitzar el quadrilàter de Saccheri per demostrar que si tres punts són equidistants en la base AB i en el cim CD, llavors AB i CD són equidistants pertot.
En una obra titulada Euclides ab Omni Naevo Vindicatus (Euclid Alliberat de Tots els Defectes), publiciada l'any 1733, Saccheri va descartar ràpidament la geometria el·líptica com a possibilitat (alguns altres axiomes d'Euclides haurien de ser modificats per tal que la geometria el·líptica funcionés) i va centrar el seu estudi en demostrar un gran nombre de resultats en la geometria hiperbòlica.
Finalment va arribar al punt en què va creure que els seus resultats demostraven la impossibilitat de la geometria hiperbòlica. La seva afirmació sembla està basada en les assumpcions prèvies d'Euclides, perquè no hi ha cap contradicció lògica present. En el seu intent de demostrar la validaesa de la geometria euclidiana va descobrir -sense voler-ho- una nova geometria viable, però no se'n va adonar.
L'any 1766, Johann Lambert va escriure, però no va publicar, Theorie der Parallellinien, en què va intentar, igual que Saccheri, demostrar el cinquè postulat. Va treballar amb una figura avui coneguda com el quadrilàter de Lambert, un quadrilàter amb tres angles rectes (es pot considerar la meitat d'un quadrilàter de Saccheri). Ràpidament va eliminar la possibilitat que el quart angle fos obtús, com ja ho havien fet Saccheri i Khayyam, i després va procedir a demostrar molts teoremes assumint que el quart angle era agut. A diferència de Saccheri, mai no va pensar que hagués arribat a cap contradicció amb aquesta suposició. Havia demostrat el resultat no euclidià que la suma dels angles d'un triangle augment a mesura que l'àrea del triangle disminueix, i això el va portar a especular amb la possibilitat d'un model del cas agut en una esfera de radi imaginari. No va desenvolupar aquesta idea més enllà d'aquí.
En aquella època estava àmpliament estesa la creença que l'univers funcionava segons els principis de la geometria euclidiana.

### Descobriment de la geometria no euclidiana
Els inicis del segle XIX van ser finalment testimoni de passos decisius en la creació de la geometria no euclidiana. Al voltant de l'any 1813, Carl Friedrich Gauss i independentment al voltant del 1818, el professor de dret alemany Ferdinand Karl Schweikart van tenir les idees germinals que la geometria no euclidiana podia funcionar, però cap d'ells va publicar els seus resultats. El nebobt de Schweikart, Franz Taurinus va publicar resultats importants sobre trigonometria hiperbòlica en dos articles de 1825 i 1826, i malgrat que admetia la consistència interna de la goemetria hiperbòlica, creia encara en el paper primordial de la geometria euclidiana.
Llavors, en els anys 1829-1830, el matemàtic rus Nikolai Lobatxevski i l'any 1832 el matemàtic hongarès János Bolyai van publicar, separadament i independent, tractats sobre la geometria hiperbòlica. En conseqüència, la geometria hiperbòlica rep el om de geometria de Lobatxevski o geometria de Bolyai-Lobatxevski, ja que tots dos matemàtics, de manera independent, són els autors bàsica de la geometria no euclidiana. Gauss va mencionar al pare de Bolyai, quan aquest li va mostrar els resultats del seu fill, que ell ja havia desenvolupat aquest geometria uns anys abans, tot i que no ho va arribar a publicar. Mentre que Lobachevsky va crear la geometria no euclidiana negant el postula de les paral·leles, Bolyai va concebre una geometria en què tant la geometria euclidiana com la hiperbòlica són possibles, depenent d'un paràmetre k. Bolyai acaba la seva obra mecionanr que no és possible decidir a través de raonaments matemàtics només si la geometria de l'univers físic és euclidiana o no euclidiana; és una tasca de la física.
Bernhard Riemann, en una lliçó famosa de 1854, va fundar el camp de la geometria riemanniana, discuting en particular les idees del que ara es coneix com varietats, mètriques riemannianes, i curvatura.
Va construir una família infinita de geometries no euclidianes donant una fórmula per una família de mètriques riemannianes i la bola unitat en l'espai euclidià. La més simple d'elles rep el nom de geometria el·líptica i es considera una geometria no euclidiana per la seva falta de rectes paral·leles.
Formulant la geometria en termes d'un tensor de curvatura, Riemann va permetre a la geometria no euclidiana aplicar en dimensions superiors. Beltrami (1868) va ser el primer a aplicar la geomtria de Riemann a espais de curvatura negativa.

### Terminologia
Va ser Gauss qui va encunyar el terme de "geometria no euclidiana". Es referia al seu propi treball, que avui en dia es coneix com geometria hiperbòlica o geometria de Lobatxevski. Diversos autors moderns encara utilitzen el terme més genèric de geometria no euclidiana per referir-se a la geometria hiperbòlica.
Arthur Cayley va obervar que es podia definir la distància entre dos punts en una cònica en termes del logaritme i de la funció de raó doble projectiva. El mètoda va passar a dir-se mètrica de Cayley-Klein ja que Felix Klein la va utilitzar per descriure les geometries no euclidianes en els seus articles de 1871 i 1873 i posteriorment en els seus llibres. Les mètriques de Cayley–Klein proporcionaven models de treball de geometries amb mètriques hiperbòliques i el·líptiques, així com amb la geometria euclidiana.
Klein va ser qui va batejar la geometria "hiperbòlica" i "el·líptica" (segons el seu sistema, la geometria euclidiana era parabòlica, un terme que va caure en desús). La seva influència ha donat lloc a l'ús actual del terme "geometria no euclidiana" com a geometria "hiperbòlica" o "el·líptica".
Hi ha alguns matemàtics que estendrien la llista de geometries que s'haurien de considerar "no euclidianes" de diverses maneres.
Hi ha molts tipus de geometria que són força diferents a la geometria euclidiana però que no són necessàriament inclosos en el significat convencional de "geometria no euclidiana", com ara les instàncies generals de geometria riemanniana.

## Models

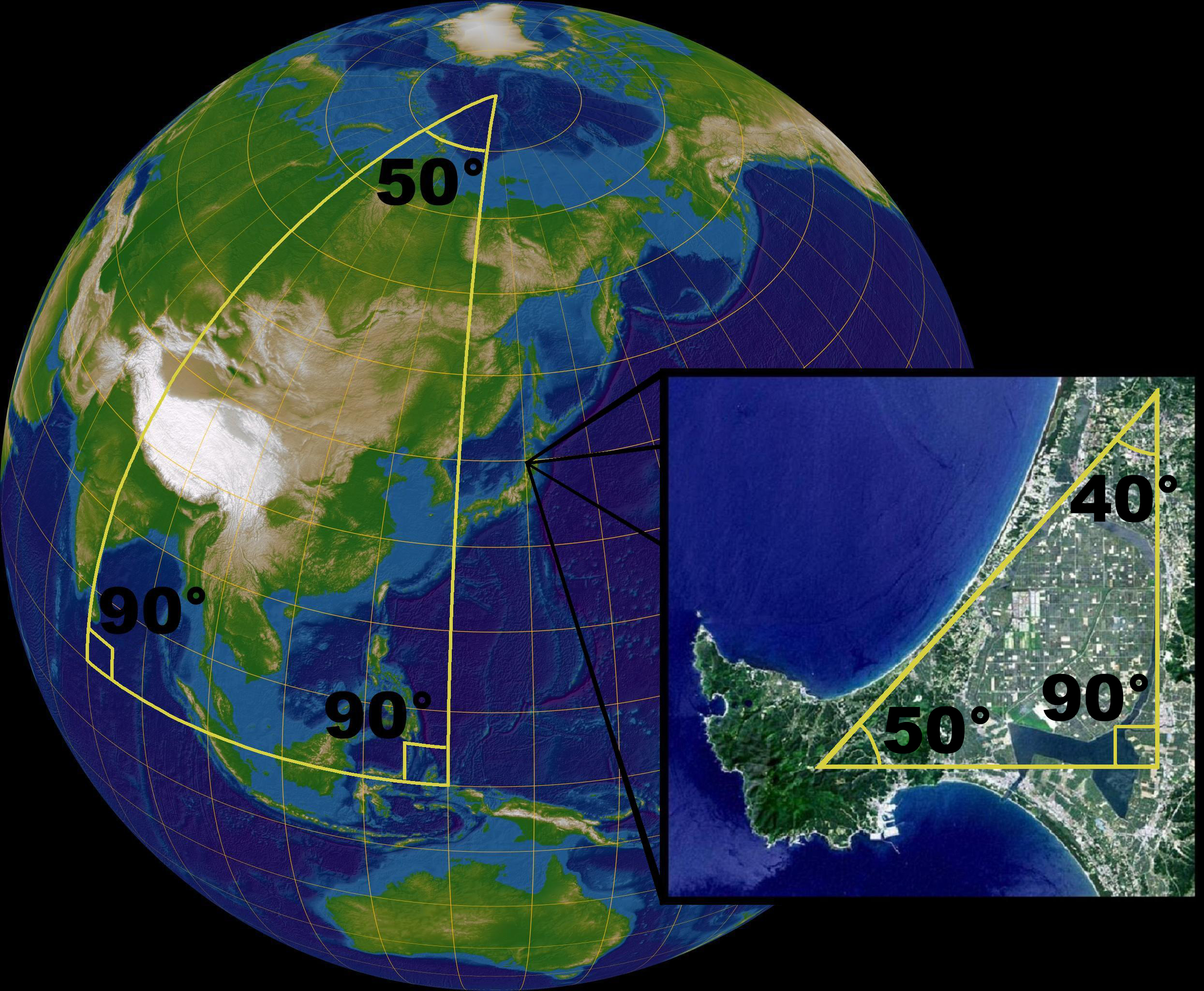
En una esfera, la suma dels angles d'un triangle no és igual a 180°. La superfície d'una esfera no és un espai euclidià, però localment les lleis de la geometria euclidiana són aproximacions bones. En un triangle petit en la cara de la Terra, la suma dels angles és de gairebé 180°.

Els models de geometria no euclidiana són models matemàtics de geometries que no són euclidianes en el sentit que no és cert que hi hagi exactament una línia recta que es pugui dibuixar paral·lela a una recta donada l a través d'un punt que no forma part de l. En models de geometria hiperbòlica, en canvi, hi ha infinites tals rectes que passen per A i que són paral·leles a l, i en models geomètrics el·líptics, les línies paral·leles no existeixen.
La geometria euclidiana està modelada per la nostra idea de "pla". El model més simple de geometria el·líptica és una esfera, on les línies són "cercles màxims" (com l'equador o els meridians en un globus terraqüi) i s'identifiquen els punts que estan oposats l'un de l'altre, anomenats punts antipodals, es consideren els mateixos. La pseudoesfera té la curvatura adequada per modelar la geometria hiperbòlica.

### Geometria el·líptica
El model més simple de la geometria el·líptica és una esfera, on les línies són "cercles màxims" (com l'equador o els meridians en un globus terraqüi) i s'identifiquen els punts que estan oposats l'un de l'altre, anomenats punts antipodals, es consideren els mateixos. Aquest és també un dels models estàndards del pla projectiu real. La diferència és que com a model de geometria el·líptica s'introdueix una mètrica que permet mesurar longituds i angles, mentre que en un model del pla projectiu no existeix tal mètrica.
En el model el·líptic, per tot recta donada l i per tot punt A, que no forma part de l, totes les línies a través de A creuaran l.

### Geometria hiperbòlica
Fins i tot després de l'obra de Lobatxevski, de Gauss i de Bolyai, la pregunta seguia sense resposta: "Existeix tal model per a la geometria hiperbòlica?". La pregunta va ser resposta per Eugenio Beltrami, l'any 1868, que va demostrar per primer cop que una superfície anomenada pseudoesfera té la curvatura adequada per modelar una porció de l'espai hiperbòlic i en un segon article del mateix any, va definir el model de Klein, que modela per complet l'espai hiperbòlic, i va utilitzar el model per demostrar que la geometria euclidiana i la geometria hiperbòlica són equiconsistents, és a dir que la geometria hiperbòlica és consistent lògicament si i només si la geometria euclidiana ho és. (La implicació inversa és conseqüència del model d'horosfera de la geometria euclidiana).
En el model hiperbòlic, en el pla bidimensional, per tota línia recta donada l i per tot punt A, que no formi part de l, hi ha una infinitat de línies a través d'A que no creuen l.

### Geometria no euclidiana tridimensional
En tres dimensions, hi ha vuit models de geometria. Hi ha les geometries euclidiana, el·líptica i hiperbòlica, com en el cas de dues dimensions; geometries mixtes que són parcialment euclidianes i parcialment hiperbòliques o esfèriques; versions de les geometries mixtes; i una geometria nova que és completament anisotròpic (és a dir, en què cada direcció es comporta de manera diferent).

## Importància
Abans que Beltrami, Klein i Poincaré presentessin models d'un pla no euclidià, la geometria euclidiana seguia sense rival com a model matemàtic de l'espai. És més, fins que la substància del tema en geometria sintètica es va mostrar com una principal mostra de racionalitat, el punt de vista euclidià representava l'autoritat absoluta.
El descobriment de les geometries no euclidianes va tenir un efecte dòmino que va anar molt més enllà de les fronteres de les matemàtiques i de la ciència. El tractament del coneixement humà del filòsof Immanuel Kant va tenir un paper especial en la geometria. Va ser el seu principal exemple de coneixement sintètic a priori; no derivat dels sentits ni deduït a través de la lògica — el nostre coneixement de l'espai era una veritat amb la qual vam néixer. Malauradament per Kant, el seu concepte d'aquesta geometria inalterablement vertadera era euclidiana. La teologia també va ser efectada pel lcanvi de veritat absoluta a veritat relativa en la manera que les matemàtiques estan relacionades amb el món que les envolta, això va ser un resultat més d'aquest canvi de paradigma.
La geometria no euclidiana és un exemple d'una revolució científica en la història de la ciència, en què els matemàtics i els científics van canviar la manera que veien els seus subjectes. Alguns geomètres van anomenar Lobatxevski el "Copèrnic de la Geometria" atès el caràcter revolucionari del seu treball.
L'existència de les geometries no euclidianes va tenir un impacte en la vida intel·lectual de l'Anglaterra Victoriana de moltes maneres i en particular va ser un dels principals factors que va causar el reexamen de l'ensenyament de la geometria basat en els Elements d'Euclides. Aquest afer curricular va ser debatut calorosament en aquella època i va ser fins i tot el tema d'un llibre, Euclides i els seus Rivals Moderns, escrit per Charles Lutwidge Dodgson (1832–1898) més conegut com Lewis Carroll, l'autor de Alícia en terra de meravelles.

## Àlgebres planàries
En geometria analítica, un pla és descrit en coordenades cartesianes com:
{\displaystyle C=\{(x,y):x,y\in \mathbb {R} \}}
Sovint s'identifiquen els punts amb nombres complexos z = x + y ε on ε2 ∈ { –1, 0, 1}.
El pla euclidià correspon al cas ε2 = −1 ja que el mòdul de z ve donat per
{\displaystyle zz^{\ast }=(x+y\epsilon )(x-y\epsilon )=x^{2}+y^{2}}
i aquesta quantitat és el quadrat de la distància euclidiana entre z i l'origen.
Per exemple, {z | z z* = 1} és el cercle unitat.
Quant a l'àlgebra planària, apareix la geometria no euclidiana en els altres casos. Quan ε2 = +1, llavors z és un nombre complex dividit i per conveni j substitueix ε. Llavors
{\displaystyle zz^{\ast }=(x+y\mathbf {j} )(x-y\mathbf {j} )=x^{2}-y^{2}\!}
i {z | z z* = 1} és l'hipèrbola unitària.
Quan ε2 = 0, llavors z és un nombre dual.
Aquest apropament a la geometria no euclidiana explica els angles no euclidians: els paràmetres de pendent en el pla de nombres duals i l'angle hiperbòlic en el pla complex dividit corresponen a l'angle en la goemetria euclidiana. En efecte, cadascun d'ells sorgeix en la descomposició polar d'un nombre complex z.

## Geometries cinètiques
La geometria hiperbòlica va ser útil en la cinemàtica en introduir Hermann Minkowski la cosmologia física l'any 1908. Minkowski va introduir termes com línia d'univers i temps propi en la física matemàtica. Va notar que la subvarietat d'esdeveniments un moment de temps propi abans del futur podia ser considerat un espai hiperbòlic de tres dimensions. Ja en els anys 1890, Alexander Macfarlane va estar mapejant aquesta subvarietat i els quaternions hiperbòlics en el seu escrit Algebra of Physics, tot i que Macfarlane no va utilitzar el llenguatge cosmològic com sí que ho va fer Minkowski l'any 1908. L'estructura rellevant rep el nom de model de l'hiperboloide de la geometria hiperbòlica.
Les àlgebres no euclidianes planars són el suport de geometries cinemàtiques en el pla. Per exemple, el nombre complex dividit z = eaj pot representar un esdeveniment en l'espaitemps un moment més endavant en el futur d'un sistema de referència de rapiditat a. A més, la multiplicació per z correspon a una rotació de l'espai temps (boost de Lorentz) que mapeja el sistema de referència amb rapiditat zero al de rapiditat a.
L'estudi cinemàtic utilitza els nombres duals {\displaystyle z=x+y\epsilon ,\quad \epsilon ^{2}=0,} per representar la descripció clàssica del moviment en l'espai i temps absolut:
Les equacions {\displaystyle x^{\prime }=x+vt,\quad t^{\prime }=t} són equivalents a una cisalla en l'àlgebra lineal:
{\displaystyle {\begin{pmatrix}x'\\t'\end{pmatrix}}={\begin{pmatrix}1&v\\0&1\end{pmatrix}}{\begin{pmatrix}x\\t\end{pmatrix}}.}
Amb nombres duals, el mapeig és {\displaystyle t^{\prime }+x^{\prime }\epsilon =(1+v\epsilon )(t+x\epsilon )=t+(x+vt)\epsilon .}
Una altra interpretació de la relativitat espacial com a geometria no euclidiana va ser introduïda per E. B. Wilson i Gilbert Lewis als Proceedings of the American Academy of Arts and Sciences l'any 1912. Van renovar la geometria analítica implícita en l'àlgebra de nombres complexos dividits en una geometria sintètica de premisses i deduccions.